# Hans Trummer
Hans Trummer (* 17. Mai 1947 in Bruck an der Mur, Steiermark; † 20. August 2007 in Wien) war ein österreichischer Schriftsteller. Neben seiner Tätigkeit als Schriftsteller erstellte er auch einige Filmdokumentationen für den ORF und 3sat.

## Leben
Hans Trummer studierte nach der Mittelschule Germanistik und Kunstgeschichte an der Universität Graz. Im Jahr 1968 veröffentlichte er erstmals in der Literaturzeitschrift manuskripte. Ab 1970 lebte er als freier Schriftsteller in Wien. Er war Gründungsmitglied der Grazer Autorenversammlung und der edition literaturproduzenten. Zudem übte er auch eine Lehrtätigkeit an der Ohio State University in den USA aus.
Er verbrachte längere Auslandsaufenthalte in Südeuropa (Spanien, Griechenland …) und Nordafrika (Marokko, Tunesien). Von 1990 bis 2001 lebte er in Ziguinchor, Senegal in Westafrika.
Hans Trummer war Träger des Theodor-Körner-Preises im Jahr 1976 und des Literaturförderpreises der Stadt Graz im Jahr 2001.
Hans Trummer lebte in Wien und starb am 20. August 2007.

## Werke

### Bücher
- mit Peter Matejka: Der kleine Mirko. Jugend-und-Volk-Verlagsgesellschaft, Wien/München 1972; Neuauflage: M.E.L. Kunsthandel, Wien 2006.
- Seine Verblüffung über die Veränderung in ihrem Wesen. Edition Lentz, München/Wien 1974.
- Versuch, sich am Eis zu wärmen. Roman. Hoffmann und Campe, Hamburg 1979.
- Luises Auffahrt. Novelle. Hoffmann und Campe, Hamburg 1981.
- Die dunkle Frau. Roman. Hoffmann und Campe, Hamburg 1987.
- Die Erzählung eines anderen. Steirische Verlagsgesellschaft, Graz 2004, ISBN 3-85489-112-1.

### Hörspiele
- Drei Frauen. Ein Sonntagsnachmittag. ORF Steiermark, 1988.
- Begegnung in Symi. ORF Steiermark, 1991.
- Hausfrauengespräche. ORF Steiermark, 1994.
- dandolo (gemeinsam mit Wilhelm Hengstler). ORF, 2005.

### Filme
- Proletenliebe (gemeinsam mit Peter Matejka). TV-Film, 1974.
- Das Dorf in der blauen Wüste (gemeinsam mit Elisabeth Scharang). TV-Dokumentation, 1997.
- Am Ende sind wir frei. Junge Frauen im Senegal (gemeinsam mit Elisabeth Scharang). TV-Dokumentation, 1998.